# Astrophyton gracile
Astrophyton gracile är en ormstjärneart som beskrevs av Jean Baptiste François René Koehler 1905. Astrophyton gracile ingår i släktet Astrophyton och familjen medusahuvuden. Inga underarter finns listade i Catalogue of Life.